# Le Vivier-sur-Mer
Le Vivier-sur-Mer è un comune francese di 1 047 abitanti situato nel dipartimento dell'Ille-et-Vilaine nella regione della Bretagna.

## Società

### Evoluzione demografica
Abitanti censiti